# Græsted Station
Græsted Station er en dansk jernbanestation i byen Græsted i Nordsjælland. Stationen ligger på Gribskovbanen mellem Hillerød og Gilleleje.
Nordsjællands Jernbaneklub har hjemsted i tilknytning til stationen, hvorfra der køres med veterantog visse weekender og helligdage. Desuden arrangeres Græsted Veterantræf hvert år i pinsen umiddelbart ved stationen.

## Galleri
- Wikimedia Commons har flere filer relateret til Græsted Station

- Gammelt stationsskilt og ur.
- Stationsbygningen.
- Perronerne.
- Tog fra Hillerød ankommer.
- Tog med besøgende til Græsted Veterantræf.
- Damptog fra Nordsjællands Jernbaneklub.